# Torgbrunnen, Nyköping

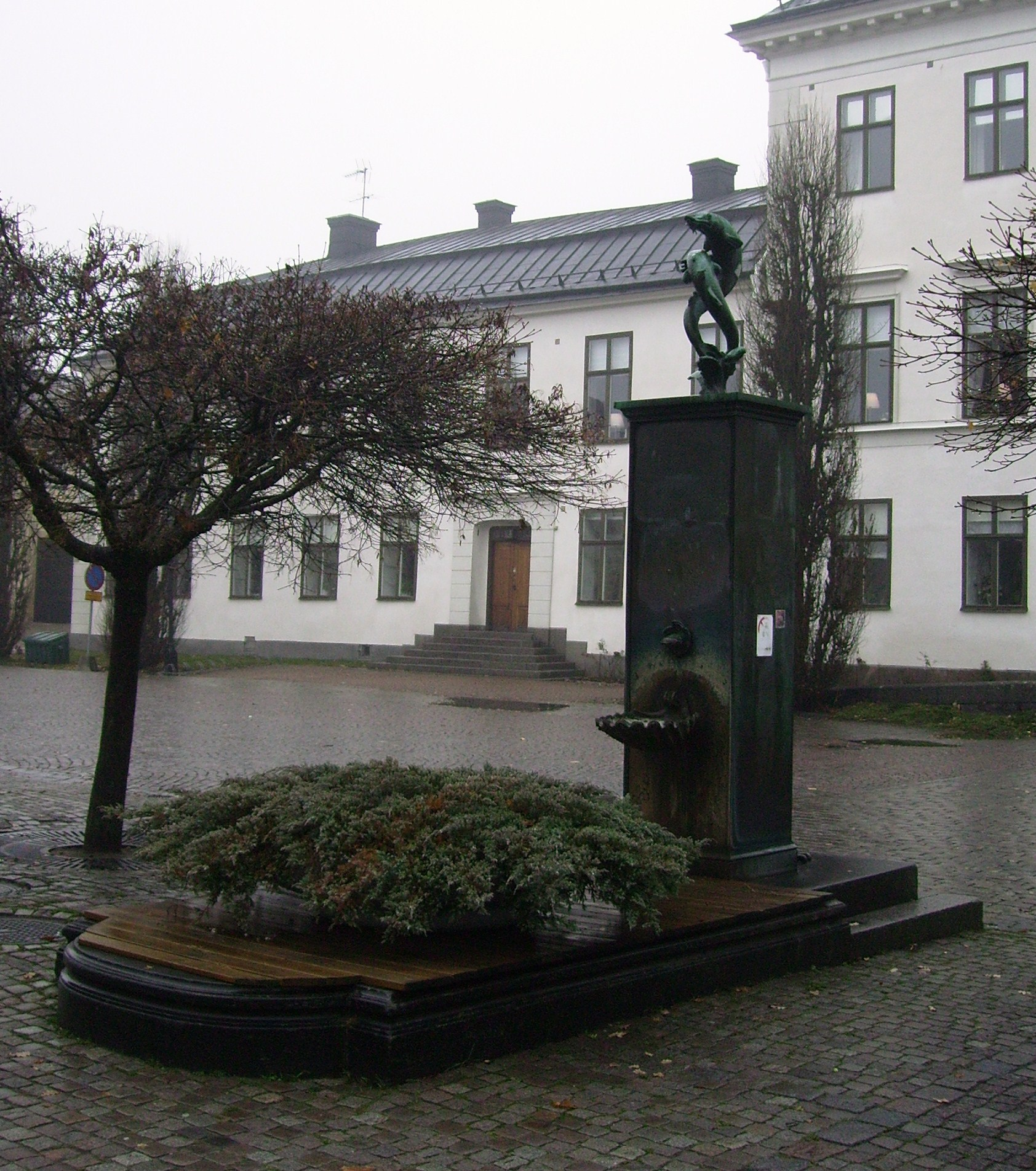
Torgbrunnen på Stora torget.

Torgbrunnen är en tidigare vattenpost och dricksvattenfontän belägen framför Länsstyrelsens byggnad på Stora torget i Nyköping.
Brunnen står på den plats på torget dit vattnet sedan början av 1800-talet har letts från Kung Rönnes källa.
Den nuvarande torgbrunnen skänktes i januari 1930 av Nordiska kompaniet för att fira företagets 25-åriga verksamhet i staden. Texten på brunnens baksida lyder:
“Från Kung Rönnes källa ledes vatten hit sedan gamla tider. Denna brunn, Ragnar Östbergs verk, lät Nordiska kompaniet utföra vid sina verkstäder uti Nyköping och överlämna som gåva till staden. A. D. MCMXXX”. Skulptören Marcus Lövblad gjorde de två fiskarna högst uppe på brunnen.[källa behövs]
Den tidigare brunnen på samma plats är från 1839. Den pryddes ursprungligen med ett solur vilket senare ersattes av fyra gaslyktor. Idag är den gamla brunnen placerad bakom det Westerlindska huset.
Rönnes källa låg på cirka 20 meters höjd över havet, på Hållet, en bit utanför staden. 1839 ordnade brukspatron Gustaf Bernhardt en förbindelse via urborrade stockar som förde vattnet med självtryck till torgbrunnen på Stora Torget och senare (1870) till Teatertorget.

## Fotogalleri

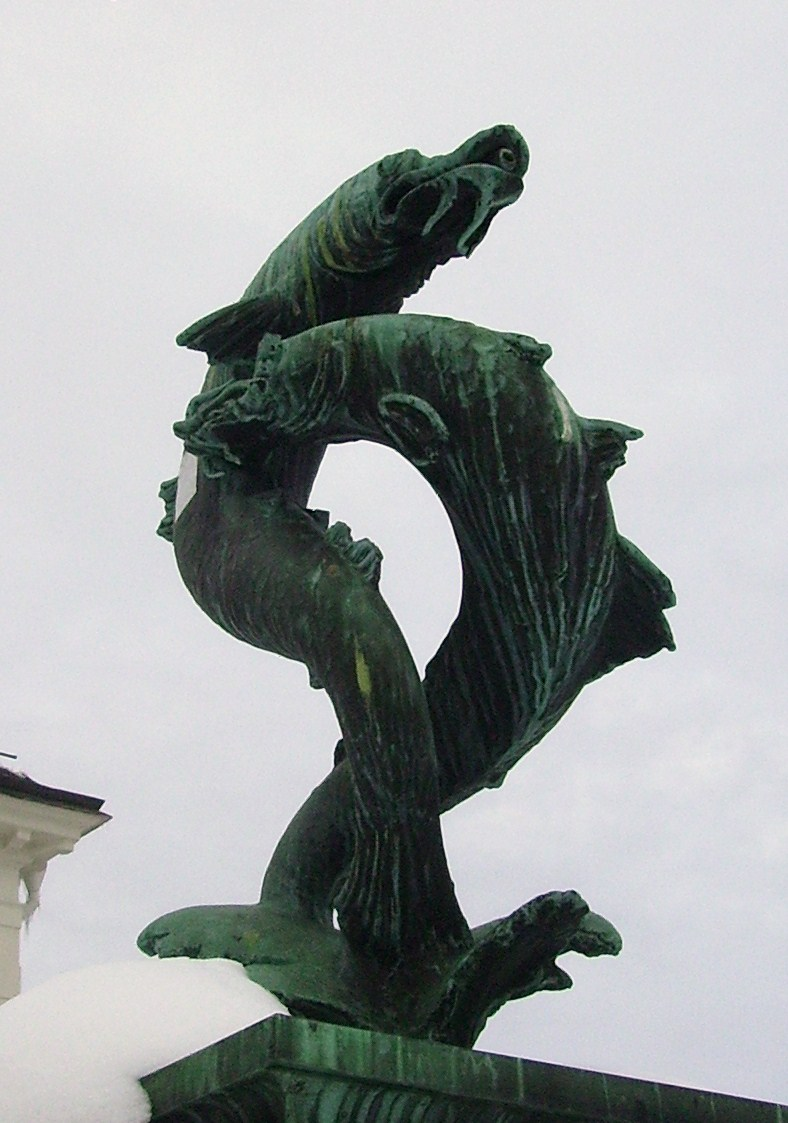
Skulpturen Laxarna pryder torgbrunnen.
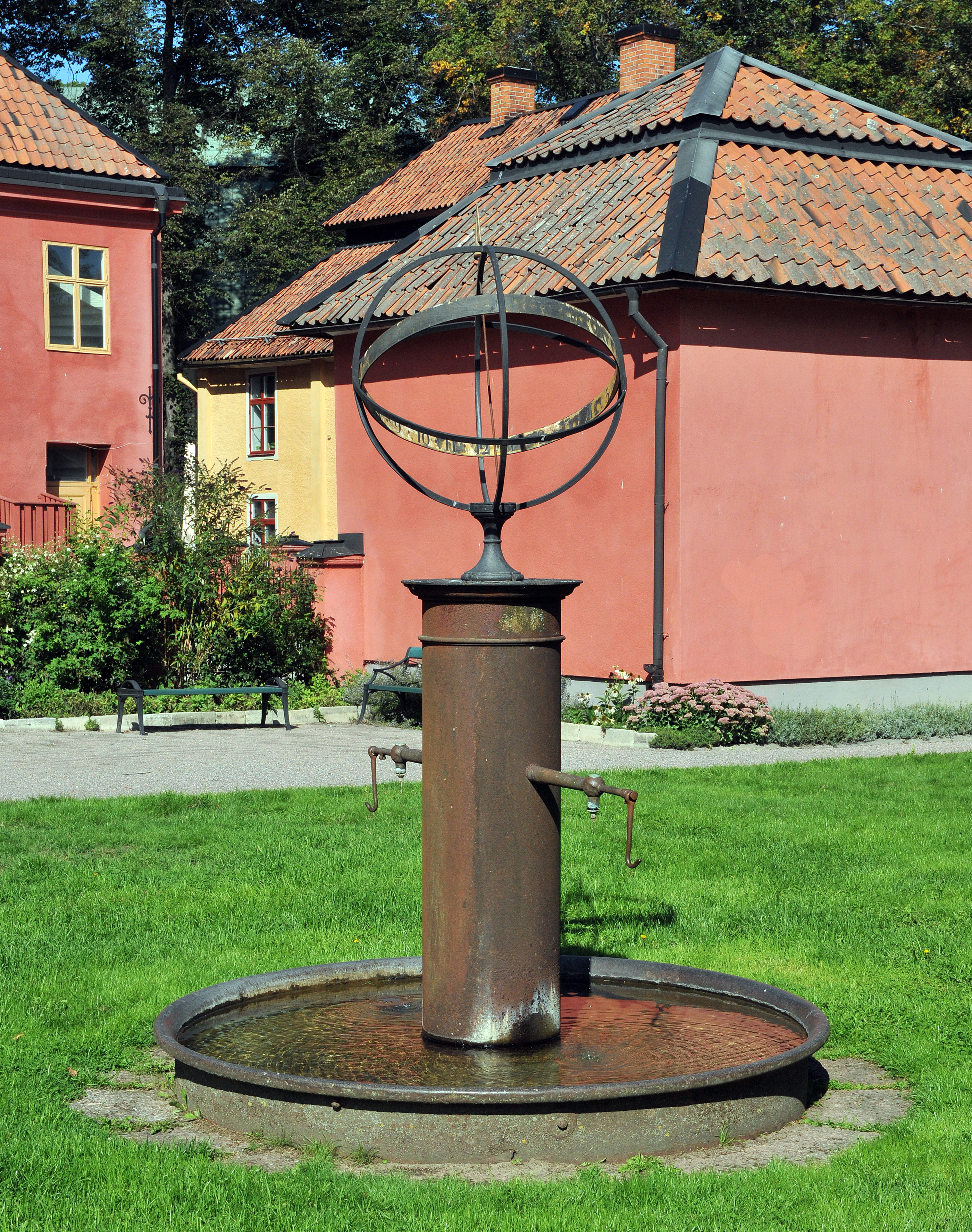
Den gamla brunnen står idag bakom Westerlindska huset.